# گاوین اشمیت

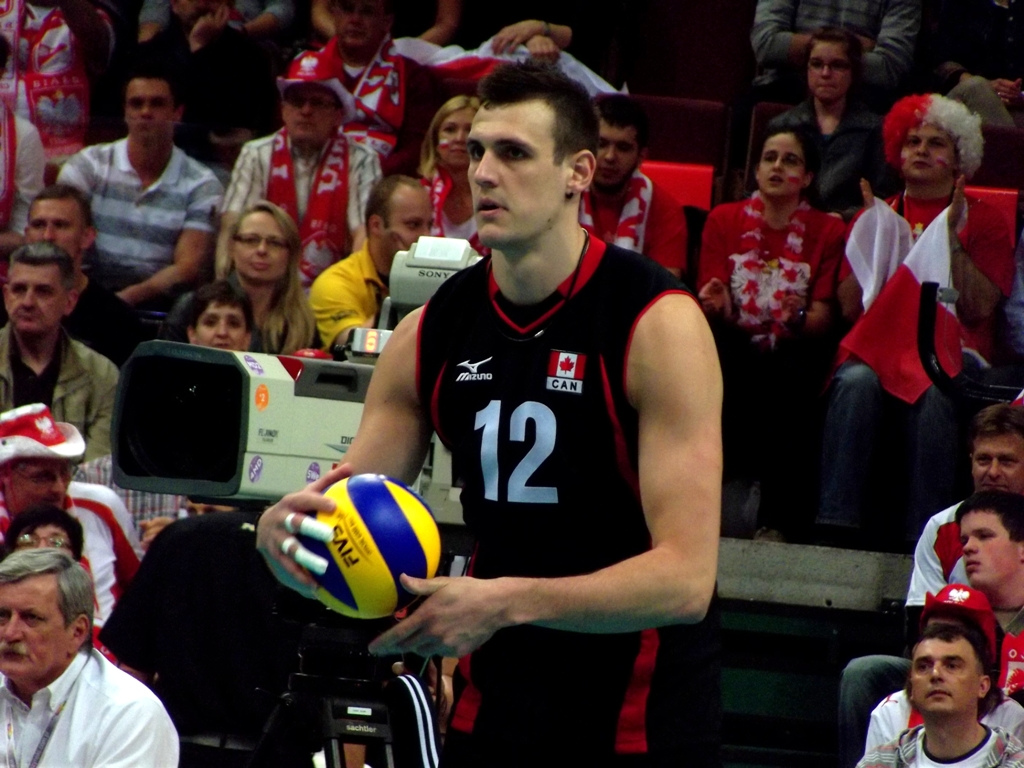
گاوین چارلز اشمیت

گاوین چارلز اشمیت (متولد ۲۷ ژانویه ۱۹۸۶ در ساسکاتون) والیبالیست اهل کانادا، بازیکن تیم ملی والیبال کانادا و باشگاه آرکاش اسپور ازمیر ترکیه است.همچنین او جزو بهترین والیبالیست های دنیا و بهترین آبشار زن دنیا است.